# Lijst van voetbalinterlands Brunei - Taiwan
Deze lijst van voetbalinterlands is een overzicht van alle officiële voetbalwedstrijden tussen de nationale teams van Brunei en Taiwan (Chinees Taipei). De landen hebben tot op heden drie keer tegen elkaar gespeeld. De eerste ontmoeting, een kwalificatiewedstrijd voor de AFC Challenge Cup 2010, vond plaats in Colombo (Sri Lanka) op 8 april 2009. Het laatste duel, een kwalificatiewedstrijd voor het Wereldkampioenschap voetbal 2018, werd gespeeld op 17 maart 2015 in Bandar Seri Begawan.

## Wedstrijden
| № | Plaats              | Datum         | Competitie                          | Wedstrijd               | Uitslag |
| - | ------------------- | ------------- | ----------------------------------- | ----------------------- | ------- |
| 1 | Colombo             | 8 april 2009  | AFC Challenge Cup 2010 kwalificatie | Chinees Taipei − Brunei | 5 − 0   |
| 2 | Kaohsiung           | 12 maart 2015 | WK 2018 kwalificatie                | Chinees Taipei − Brunei | 0 − 1   |
| 3 | Bandar Seri Begawan | 17 maart 2015 | WK 2018 kwalificatie                | Brunei − Chinees Taipei | 0 − 2   |

## Samenvatting
| Competitie                     | Totaal gespeeld | Winst Brunei | Gelijk | Winst Chinees Taipei | Doelsaldo Brunei – Chinees Taipei |
| ------------------------------ | --------------- | ------------ | ------ | -------------------- | --------------------------------- |
| WK-kwalificatie                | 2               | 1            | 0      | 1                    | 1 − 2                             |
| AFC Challenge Cup-kwalificatie | 1               | 0            | 0      | 1                    | 0 − 5                             |
| Totaal                         | 3               | 1            | 0      | 2                    | 1 − 7                             |

Wedstrijden bepaald door strafschoppen worden, in lijn met de FIFA, als een gelijkspel gerekend.

## Details

### Tweede ontmoeting
| WK 2018 kwalificatie (Kaohsiung, Taiwan, 12 maart 2015):                                                                                          |              | |
| Chinees Taipei | 0 – 1        | Brunei |
| | goals        | 36' Adi bin Said |
| Chen Kuei-jen | bondscoach   | Mike Wong Mun Heng |
| Chiu Yu-hung Wang Ruei Victor Chou 52' Lee Jian-liang Cheng Ting-yan Chen Hao-wei Chen Yi-wei Chen Po-liang Ko Yu-ting 56' Li Mao 70' Wen Chi-hao | opstellingen | Wardun Yussof Abdul Mu'iz Sisa 90+3' Muhammad Hamir Mohd Reduan Petara Azri Zahari Muhammad Pengiran 76' Muhammad Ali Rahman Azwan Salleh Safri Othman Adi bin Said 58' Shahrazen Said |
| Lin Chang-lun 52' Lo Chih-an 56' Wu Chun Ching 70'                                                                                                | wissels      | 58' Hazwan Hamzah 76' Abdul Rahman 90+3' Affendy Haji Akup |
| Chen Yi-wei 15' | gele kaarten | 5' Muhammad Ali Rahman 62' Muhammad Pengiran |

### Derde ontmoeting
| WK 2018 kwalificatie (Bandar Seri Begawan, Brunei, 17 maart 2015): |              | |
| Brunei | 0 – 2        | Chinees Taipei |
| | goals        | 37' Wang Ruei 60' Chu En-le |
| Mike Wong Mun Heng | bondscoach   | Chen Kuei-jen |
| Wardun Yussof Abdul Mu'iz Sisa Muhammad Hamir 66' Hazwan Hamzah 53' Mohd Reduan Petara Azri Zahari Muhammad Pengiran 21' Azwan Salleh Safri Othman Adi bin Said Shahrazen Said | opstellingen | Lu Kun-chi Ruei Wang Lee Jian-liang Cheng Ting-yan Chen Hao-wei 84' Chen Yi-wei Chen Po-liang 73' Lin Chang-lun Lo Chih-an 90+1' Wen Chi-hao Chu En-le |
| Abdul Rahman 21' Affendy Haji Akup 53' Affendy Haji Akup 66' | wissels      | 73' Victor Chou 84' Chen Wei-chuan 90+1' Chen Chao-An                                                                                                  |
| Azri Zahari Abdul Rahman 58' Safri Othman 69' | gele kaarten | 61' Ruei Wang |

NFABD
Bermuda ·
Bhutan ·
Cambodja ·
China ·
Filipijnen ·
Hongkong ·
India ·
Indonesië ·
Japan ·
Jemen ·
Laos ·
Macau ·
Malediven ·
Maleisië ·
Mongolië ·
Myanmar ·
Nepal ·
Oost-Timor ·
Pakistan ·
Rusland ·
Singapore ·
Sri Lanka ·
Tadzjikistan ·
Taiwan ·
Thailand ·
Vanuatu ·
Verenigde Arabische Emiraten ·
Zuid-Korea
CTFA ·
Bondscoaches ·
vrouwenvoetbalelftal ·
Topscorers
Afghanistan ·
Australië ·
Bahrein ·
Bangladesh ·
Brunei ·
Cambodja ·
Fiji ·
Filipijnen ·
Grenada ·
Guam ·
Hongkong ·
India ·
Indonesië ·
Irak ·
Iran ·
Israël ·
Japan ·
Jordanië ·
Kenia ·
Kirgizië ·
Koeweit ·
Laos ·
Macau ·
Maleisië ·
Mongolië ·
Myanmar ·
Nepal ·
Nieuw-Zeeland ·
Noord-Korea ·
Oezbekistan ·
Oman ·
Oost-Timor ·
Pakistan ·
Palestina ·
Panama ·
Saint Kitts en Nevis ·
Salomonseilanden ·
Saoedi-Arabië ·
Singapore ·
Sri Lanka ·
Syrië ·
Thailand ·
Trinidad en Tobago ·
Turkmenistan ·
Vietnam ·
Zuid-Korea ·
Zuid-Vietnam